# Финал Кубка Франции по футболу 2016
Финал Кубка Франции по футболу 2016 года прошёл 21 мая 2016 года на спортивной арене «Стад де Франс» и стал 99-м финалом Кубка Франции. В финале встретились клубы Лиги 1 «Олимпик Марсель» и «Пари Сен-Жермен». Победителем встречи оказалась команда «Пари Сен-Жермен».

## Путь к финалу
| Олимпик Марсель | Олимпик Марсель | Раунд                              | Пари Сен-Жермен   | Пари Сен-Жермен |
| --------------- | --------------- | ---------------------------------- | ----------------- | --------------- |
| Оппонент        | Результат       | Кубок Франции по футболу 2015/2016 | Оппонент          | Результат       |
| Кан (Л1)        | 0:0 (3:1 пен.)  | 1/32 финала                        | Васкеаль (ЛЧФ)    | 1:0             |
| Монпелье (Л1)   | 2:0             | 1/16 финала                        | Тулуза (Л1)       | 2:1             |
| Трелисса (ЛЧФ)  | 2:0             | 1/8 финала                         | Олимпик Лион (Л1) | 3:0             |
| Гранвиль (ЛЧФ)  | 1:0             | 1/4 финала                         | Сент-Этьен (Л1)   | 3:1             |
| Сошо (Л2)       | 1:0             | 1/2 финала                         | Лорьян (Л1)       | 1:0             |

(Л1) = Лига 1
(Л2) = Лига 2
(Л3) = Лига 3
(ЛЧФ) = Любительский чемпионат Франции

## Матч
| Олимпик Марсель          | 2:4 | Пари Сен-Жермен                                       |
| ------------------------ | --- | ----------------------------------------------------- |
| Товен 12′ · Батшуайи 87′ |     | Матюиди 2′ · Ибрагимович 47′ (пен.), 82′ · Кавани 57′ |